# Passeport gabonais
Le passeport gabonais est un document de voyage international délivré aux ressortissants gabonais, et qui peut aussi servir de preuve de la citoyenneté gabonaise.

## Liste des pays sans visa ou visa à l'arrivée
Passeport Diplomatique
- ALLEMAGNE
- TURQUIE

Passeports Diplomatique/de Service
- BENIN
- BURKINA FASO
- BRESIL
- CHINE
- COTE D’IVOIRE
- COREE DU SUD
- CUBA
- DJIBOUTI
- EGYPTE
- FRANCE
- ISRAËL
- GUINEE CONAKRY
- MALI
- RUSSIE
- SENEGAL

Passeports Diplomatique/de Service/Ordinaire
- AFRIQUE DU SUD
- MAROC
- MAURICE
- TUNISIE
- TCHAD
- GUINEE EQUATORIALE
- CONGO Brazzaville

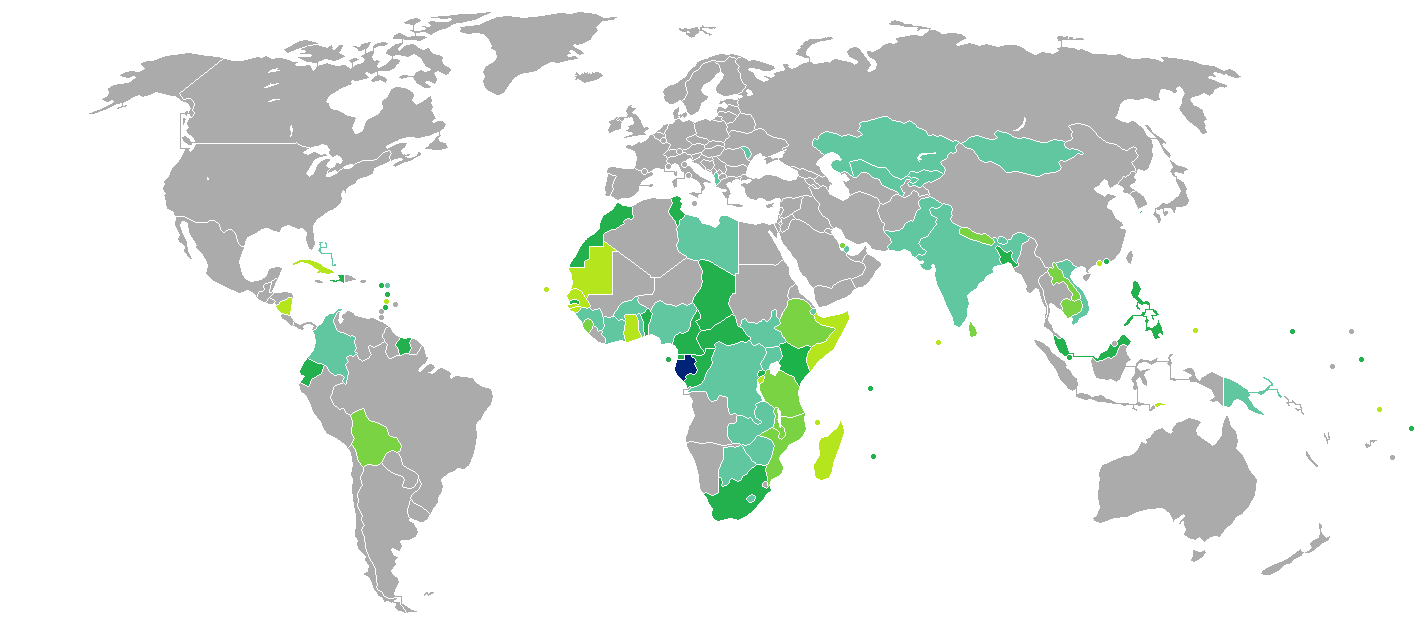
Gabon
Visa non nécessaire
Visa à l'arrivée
Système de visa électronique
Visa électronique ou à l'arrivée
Visa requis avant l'arrivée
Interdiction de voyager